# Persone di nome Guillermo
| Questa pagina contiene informazioni ricavate automaticamente dalle voci biografiche con l'ausilio del template Bio e di un bot. L'aggiornamento è periodico e automatico e ricostruisce completamente la pagina. Se manca una persona in questa lista, sei pregato di non aggiungerla, ma accertati piuttosto che la sua voce biografica contenga il template Bio e che i dati anagrafici siano correttamente compilati. Se il template Bio manca, inseriscilo tu stesso o, in alternativa, metti l'avviso {{tmp\|Bio}} che ne segnala la mancanza. Se i dati riportati sono sbagliati, correggi direttamente la voce biografica; le modifiche saranno visibili in questa lista entro pochi giorni. Per chiarimenti vedi il progetto antroponimi. La lista contiene solo le 179 persone che sono citate nell'enciclopedia e per le quali è stato implementato correttamente il template Bio. Pagina aggiornata al 6 mag 2025. |

Questa è una lista di persone presenti nell'enciclopedia che hanno il nome Guillermo, suddivise per attività principale.

## Allenatori di calcio(13)
- Guillermo Abascal, allenatore di calcio e ex calciatore spagnolo (Siviglia, n. 1989)
- Guillermo Almada, allenatore di calcio e ex calciatore uruguaiano (Montevideo, n. 1969)
- Guillermo Amor, allenatore di calcio e ex calciatore spagnolo (Benidorm, n. 1967)
- Guillermo Barros Schelotto, allenatore di calcio e ex calciatore argentino (La Plata, n. 1973)
- Guillermo Eizaguirre, allenatore di calcio e calciatore spagnolo (Siviglia, n. 1909 - Madrid, † 1986)
- Guillermo Farré, allenatore di calcio e ex calciatore argentino (Colón, n. 1981)
- Guillermo Franco, allenatore di calcio e ex calciatore argentino (Corrientes, n. 1976)
- Guillermo Giacomazzi, allenatore di calcio e ex calciatore uruguaiano (Montevideo, n. 1977)
- Guillermo Hernández Robaina, allenatore di calcio e ex calciatore spagnolo (Las Palmas de Gran Canaria, n. 1945)
- Guillermo Rivarola, allenatore di calcio e ex calciatore argentino (Villa Huidobro, n. 1968)
- Guillermo Sanguinetti, allenatore di calcio e ex calciatore uruguaiano (Montevideo, n. 1966)
- Guillermo Stábile, allenatore di calcio e calciatore argentino (Buenos Aires, n. 1905 - Buenos Aires, † 1966)
- Guillermo Vázquez, allenatore di calcio e ex calciatore messicano (Città del Messico, n. 1967)

## Allenatori di pallacanestro(1)
- Guillermo Vecchio, allenatore di pallacanestro argentino (Buenos Aires, n. 1961)

## Allenatori di pallavolo(1)
- Guillermo Falasca, allenatore di pallavolo e ex pallavolista spagnolo (Mendoza, n. 1977)

## Allenatori di tennis(2)
- Guillermo Cañas, allenatore di tennis e ex tennista argentino (Buenos Aires, n. 1977)
- Guillermo Coria, allenatore di tennis e ex tennista argentino (Rufino, n. 1982)

## Arbitri di calcio(3)
- Guillermo Cuadra Fernández, arbitro di calcio spagnolo (Madrid, n. 1984)
- Guillermo Guerrero, arbitro di calcio ecuadoriano (Catarama, n. 1985)
- Guillermo Velásquez Ramírez, arbitro di calcio colombiano (Pereira, n. 1934 - Bogotà, † 2017)

## Architetti(1)
- Guillermo Vázquez Consuegra, architetto spagnolo (Siviglia, n. 1945)

## Arcieri(1)
- Guillermo Jordan, arciere boliviano (n. 1971)

## Arcivescovi cattolici(1)
- Guillermo José Garlatti, arcivescovo cattolico argentino (Forgaria nel Friuli, n. 1940)

## Artisti(1)
- Guillermo Larrazábal, artista spagnolo (Città del Messico, n. 1907 - Cuenca, † 1983)

## Astrofisici(1)
- Guillermo Gonzalez, astrofisico cubano (L'Avana, n. 1963)

## Astronomi(1)
- Guillermo Haro, astronomo messicano (Città del Messico, n. 1913 - † 1988)

## Atleti(1)
- Guillermo González, ex atleta portoricano (n. 1950)

## Attori(4)
- Guillermo Campra, attore spagnolo (Barcellona, n. 1997)
- Guillermo Díaz, attore statunitense (New Jersey, n. 1975)
- Guillermo Francella, attore argentino (Buenos Aires, n. 1955)
- Guillermo Toledo, attore, produttore teatrale e attivista spagnolo (Madrid, n. 1970)

## Bibliotecari(1)
- Guillermo Arsenio de Izaga, bibliotecario e giornalista spagnolo (Orduña, n. 1885 - Madrid, † 1951)

## Canottieri(1)
- Guillermo Douglas, canottiere uruguaiano (Paysandú, n. 1909 - † 1967)

## Cestisti(15)
- Guillermo Ahrens, cestista peruviano (n. 1923 - Lima, † 2017)
- Guillermo Airaldi, cestista peruviano (Lima, n. 1923 - Lima, † 1955)
- Guillermo Araújo, ex cestista paraguaiano (Asunción, n. 1982)
- Willy Dasso, cestista peruviano (Lima, n. 1917 - San Isidro, † 1990)
- Guillermo Díaz, cestista portoricano (San Juan, n. 1985)
- Guillermo Galíndez, cestista portoricano (n. 1926 - San Juan, † 2014)
- Guillermo Hernangómez, cestista spagnolo (Madrid, n. 1994)
- Federico Kammerichs, ex cestista argentino (Goya, n. 1980)
- Guillermo Moreno, ex cestista e allenatore di pallacanestro colombiano (Cali, n. 1951)
- Guillermo Myers, ex cestista panamense (n. 1968)
- Guillermo Márquez, ex cestista messicano (Ciudad Juárez, n. 1951)
- Guillermo Rejón, ex cestista spagnolo (Madrid, n. 1976)
- Guillem Rubio, ex cestista spagnolo (Terrassa, n. 1982)
- Guillermo Torres, ex cestista messicano (Chihuahua, n. 1937)
- Guillermo Verdugo, cestista cileno (Santiago del Cile, † 1998)

## Ciclisti su strada(1)
- Thomas Silva, ciclista su strada uruguaiano (Maldonado, n. 2001)

## Compositori(1)
- Guillermo Portabales, compositore, cantante e chitarrista cubano (Rodas, n. 1911 - San Juan, † 1970)

## Drammaturghi(1)
- Guillermo Calderón, drammaturgo e sceneggiatore cileno (Santiago del Cile, n. 1971)

## Educatori(1)
- Guillermo Morphy, educatore, critico musicale e musicologo spagnolo (Madrid, n. 1836 - Baden, † 1899)

## Fondisti(1)
- Guillermo Alder, fondista argentino (San Carlos de Bariloche, n. 1971)

## Fotografi(1)
- Guillermo Kahlo, fotografo tedesco (Pforzheim, n. 1871 - Città del Messico, † 1941)

## Fumettisti(1)
- Guillermo Mordillo, fumettista e illustratore argentino (Villa Pueyrredón, n. 1932 - Palma di Maiorca, † 2019)

## Giavellottisti(1)
- Guillermo Martínez, giavellottista cubano (Camagüey, n. 1981)

## Giocatori di calcio a 5(3)
- Guillermo Martín, ex giocatore di calcio a 5 spagnolo (Madrid, n. 1972)
- Guillermo Rodríguez, ex giocatore di calcio a 5 e giocatore di beach soccer uruguaiano (n. 1973)
- Guillermo Silva, ex giocatore di calcio a 5 paraguaiano (n. 1969)

## Giocatori di polo(1)
- Guillermo Hayden Wright, giocatore di polo messicano (n. 1872 - † 1949)

## Giornalisti(2)
- Guillermo Andino, giornalista argentino (Buenos Aires, n. 1968)
- Guillermo Cano Isaza, giornalista colombiano (Bogotà, n. 1925 - Bogotà, † 1986)

## Imprenditori(1)
- Guillermo Lasso, imprenditore, banchiere e politico ecuadoriano (Guayaquil, n. 1955)

## Musicisti(1)
- Scott Herren, musicista statunitense (Atlanta, n. 1976)

## Ostacolisti(1)
- Guillermo Ruggeri, ostacolista argentino (Maipú, n. 1992)

## Pallanuotisti(1)
- Guillermo Molina, ex pallanuotista e allenatore di pallanuoto spagnolo (Ceuta, n. 1984)

## Pallavolisti(1)
- Guillermo Romero, pallavolista messicano (Monterrey, n. 1988)

## Pastori protestanti(1)
- Guillermo Maldonado, pastore protestante, scrittore e personaggio televisivo honduregno (Tegucigalpa, n. 1965)

## Piloti motociclistici(1)
- Willy Pérez, pilota motociclistico argentino (Azul, n. 1948)

## Pistard(1)
- Guillermo Timoner, pistard spagnolo (Felanitx, n. 1926 - Madrid, † 2023)

## Pittori(2)
- Guillermo Collazo, pittore cubano (Santiago di Cuba, n. 1850 - Parigi, † 1896)
- Guillermo Kuitca, pittore argentino (Buenos Aires, n. 1961)

## Poeti(2)
- Guillermo Carnero, poeta e letterato spagnolo (Valencia, n. 1947)
- Guillermo Martínez González, poeta, saggista e editore colombiano (La Plata, n. 1952 - Bogotà, † 2016)

## Politici(5)
- Guillermo Billinghurst, politico peruviano (Arica, n. 1851 - Iquique, † 1915)
- Guillermo Endara, politico panamense (Panama, n. 1936 - Panama, † 2009)
- Guillermo León Valencia, politico colombiano (Popayán, n. 1909 - New York, † 1971)
- Guillermo Rodríguez Lara, politico e generale ecuadoriano (Pujilí, n. 1923)
- Guillermo Tell Villegas, politico venezuelano (Valencia, n. 1823 - Valencia, † 1907)

## Poliziotti(2)
- Guillermo Eleazar, poliziotto e prefetto filippino (Tagkawayan, n. 1965)
- Guillermo González Calderoni, poliziotto messicano (Reynosa, n. 1948 - McAllen, † 2003)

## Pugili(2)
- Guillermo Lovell, pugile argentino (n. 1918 - † 1967)
- Guillermo Rigondeaux, pugile cubano (Santiago di Cuba, n. 1980)

## Registi(2)
- Guillermo Navarro, regista e direttore della fotografia messicano (Città del Messico, n. 1955)
- Guillermo del Toro, regista, sceneggiatore e produttore cinematografico messicano (Guadalajara, n. 1964)

## Rivoluzionari(1)
- Guillermo Leon Saenz, rivoluzionario colombiano (Bogotà, n. 1948 - Suárez, † 2011)

## Rugbisti a 15(2)
- Guillermo Angaut, ex rugbista a 15 e medico argentino (La Plata, n. 1965)
- Guillermo Roan, rugbista a 15 argentino (La Plata, n. 1988)

## Saggisti(1)
- Guillermo Díaz-Plaja, saggista, poeta e critico letterario spagnolo (Manresa, n. 1909 - Barcellona, † 1984)

## Schermidori(3)
- Guillermo Betancourt, ex schermidore cubano (n. 1963)
- Guillermo Madrigal, schermidore cubano (n. 1983)
- Guillermo Saucedo, ex schermidore argentino (Buenos Aires, n. 1940)

## Sciatori alpini(1)
- Guillermo Fayed, ex sciatore alpino francese (Chamonix-Mont-Blanc, n. 1985)

## Scrittori(4)
- Guillermo Arriaga, scrittore, sceneggiatore e regista messicano (Città del Messico, n. 1958)
- Guillermo Cabrera Infante, scrittore cubano (Gibara, n. 1929 - Londra, † 2005)
- Guillermo Martínez, scrittore e matematico argentino (Bahía Blanca, n. 1962)
- Guillermo Saccomanno, scrittore argentino (Buenos Aires, n. 1948)

## Taekwondoka(1)
- Guillermo Pérez, taekwondoka messicano (Uruapan, n. 1979)

## Tennisti(5)
- Guillermo Alcaide, ex tennista spagnolo (Madrid, n. 1986)
- Guillermo Durán, tennista argentino (Tucumán, n. 1988)
- Guillermo García López, ex tennista spagnolo (La Roda, n. 1983)
- Guillermo Pérez Roldán, ex tennista argentino (Tandil, n. 1969)
- Guillermo Vilas, ex tennista argentino (Mar del Plata, n. 1952)

## Tenori(1)
- Guillermo Dominguez, tenore venezuelano

## Vescovi cattolici(1)
- Guillermo Martín Abanto Guzmán, vescovo cattolico peruviano (Trujillo, n. 1964)

## Wrestler(1)
- Guillermo Rodríguez, wrestler messicano (San Luis Potosí, n. 1988)